# Reményi Béla
Reményi Béla (Budapest, 1914. január 26. – Budapest, Józsefváros, 1962. október 2.) József Attila-díjas költő, elbeszélő, műfordító.

## Élete
Reményi Lajos (1882–?) Nagyváradról származó magánhivatalnok és Budai Julianna (1891–?) fia. 1919-ben szüleivel kikeresztelkedett. A második világháborút követően népművelőként dolgozott. Először drámaíróként és költőként mutatkozott be az 1940-es évek második felében. 1953 és 1956 között az Irodalmi Újság munkatársa volt. Lírájában a nagyvárosi ember problémái tükröződnek, elbeszéléseiben a kispolgárság, az értelmiség életét mutatta be. Antológiáknak fordított német és spanyol költők verseiből.
Házastársa Süsz Piroska volt, akit 1941-ben vett nőül.
Sírja a Farkasréti temetőben található.

## Főbb művei
- Népmentők (dráma, Budapest, 1947)
- Évek hullámain (versek, Budapest, 1948)
- Guruló csille (dráma, Budapest, 1949)
- Egyetlen hadsereg (versek, Budapest, 1950)
- Levél a fán (válogatott versek, Budapest, 1955)
- Láthatatlan főnök (elbeszélés, Budapest, 1956)
- Négyszemközt (versek, Budapest, 1957)
- Zsákmány (versek, Budapest, 1959)
- Magvetők (elbeszélés antológia, Budapest, 1960)
- Hemingway ürügyén (Nagyvilág, 1960. 6. sz.)

## Díjai, elismerései
- József Attila-díj (1956)